# 年末進行
年末進行（ねんまつしんこう）は、11月中旬 - 12月中旬頃にかけてスケジュールが詰まってくる現象のことである。
主な例としては、会社の締切りが早くなったり、テレビやラジオの収録で普段より多くまとめ録りをして新年に放送させることがそれにあたり、人気のある芸能人のお休みは三が日明けてからという方式が多い。

## 年末特別編成
テレビ局・ラジオ局がレギュラー番組を休止・変更して、視聴率の高く取れそうな番組編成に変更する近年では年末恒例の放送業界の出来事。
この時期に合わせて警察の犯罪捜査協力番組や年末恒例の番組などの特別番組が放送されるケースがあり、一部のスポンサーが放送日を移動したり、提供クレジットを外して放送する事もある。
なお、正月3が日を中心に年始に当たる特別番組編成は年始特別編成と呼んでいる。
それに合わせて村田製作所、明和地所、古河電気工業などの普段お目にかからない企業のCMを流すのが定番となってる。

### 例外の年
通常であれば年末特別編成・年始特別編成が例年編成されることが基本的である。しかし、その時期に衆議院の解散・総選挙が行われる事態になった場合には年末年始の特別編成をスポーツ行事と大晦日恒例の番組を除いて、番組収録や放送を取りやめ通常にほぼ近い編成で放送される場合もある。
余談だが、過去には1969年12月27日に衆議院選挙が行われたことがあるが、1月第1日曜の衆議院選挙は今のところ行われていない。

## 出版業界における年末進行
月刊誌・週刊誌等の定期刊行物では、年末年始に印刷所・製本所等の製作部門が休みになるために、原稿・編集作業の締め切り日が繰り上がることを指してこのように呼ぶ。漫画などでは（特に絵柄の固まっていない新人漫画家で）年末最終締め切り日より年始最初の締め切り日までの間が通常より長く空くことにより、絵柄が変化したりすることもある。

### 年末年始に選挙が行なわれてしまった場合の対応
テレビ業界同様に年末進行で印刷所・製本所の製作部門が休みになる時期に総選挙が行なわれてしまうと、『週刊TVガイド』『ザテレビジョン』のようなテレビ情報誌は雑誌内での訂正が膨大な量になってしまうことがある。近年ではテレフォンサービスやホームページで訂正後の番組の案内を行なうようになったが、大半の読者は訂正前の番組で見たい番組を録画しているので、実際に放送されている番組が違うとかつてはテレビ情報誌を出版している出版社へ苦情や抗議をしていた人もいた。大半は11月中頃分～年始2週目まで原稿の締切日が早まっている。あらかじめ「国内外の政治情勢の都合により掲載されている番組通り放送されない場合がありますのでご了承下さい。」と断り書きがなされている。